# Gilmer County (Georgia)
Gilmer County is een county in de Amerikaanse staat Georgia.
De county heeft een landoppervlakte van 1.105 km² en telt 23.456 inwoners (volkstelling 2000). De hoofdplaats is Ellijay.
In de county ligt de berg Big Bald Mountain in het Chattahoochee-Oconee National Forest.

## Bevolkingsontwikkeling

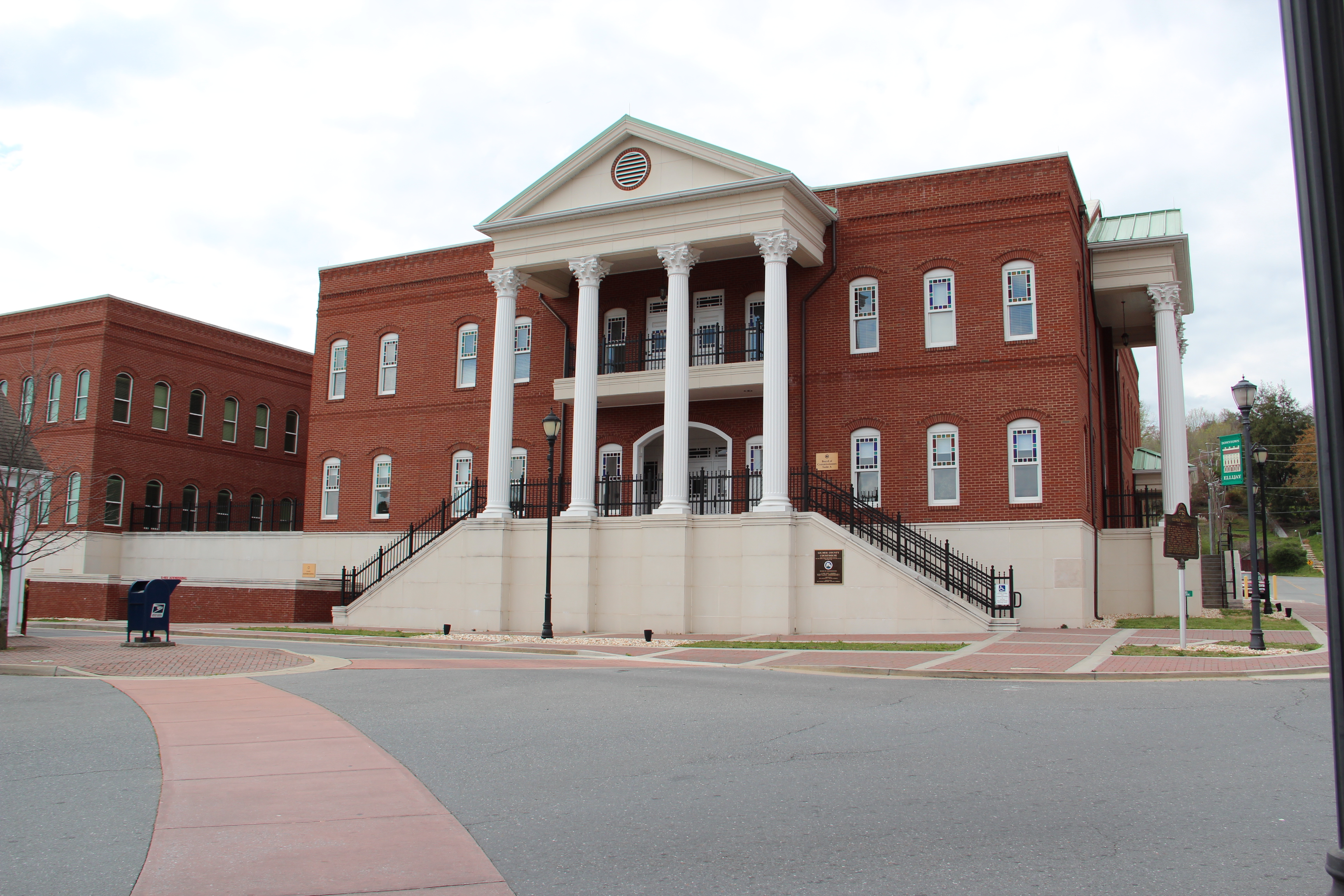
Gilmer County Courthouse